# Botond Storcz

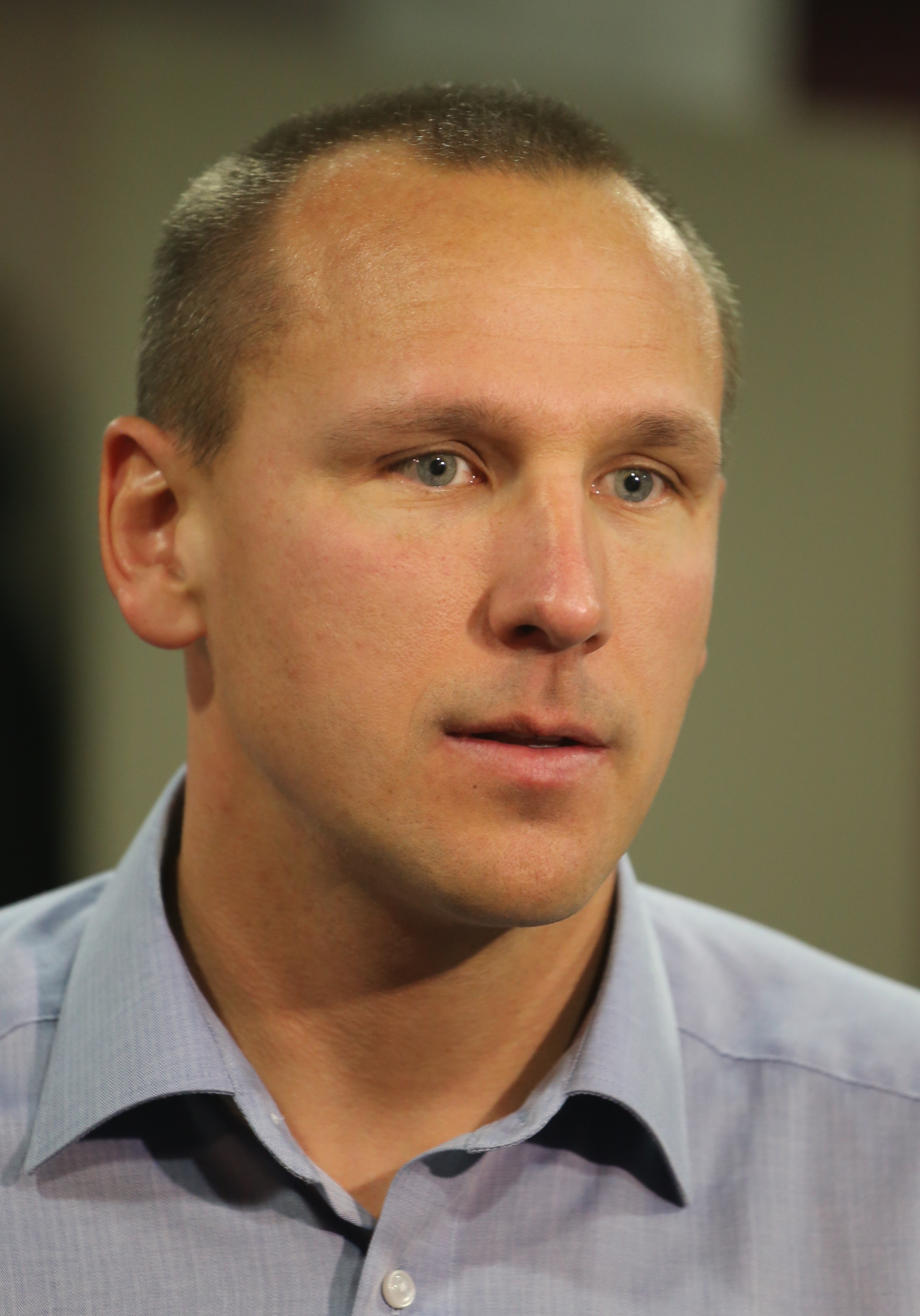
Storz Botond, a 15 de dezembro de 2013

Botond Storcz (Budapeste, 30 de janeiro de 1975) é um ex-canoísta húngaro especialista em provas de velocidade.

## Carreira
Foi vencedor das medalhas de ouro em K-4 1000 m em Sydney 2000 e em Atenas 2004 com os seus colegas de equipa Zoltán Kammerer, Ákos Vereckei e Gábor Horváth.
Foi vencedor da medalha de ouro em K-2 500 m em Sydney 2000 com o seu colega de equipa Zoltán Kammerer.